# Agfa Variomat

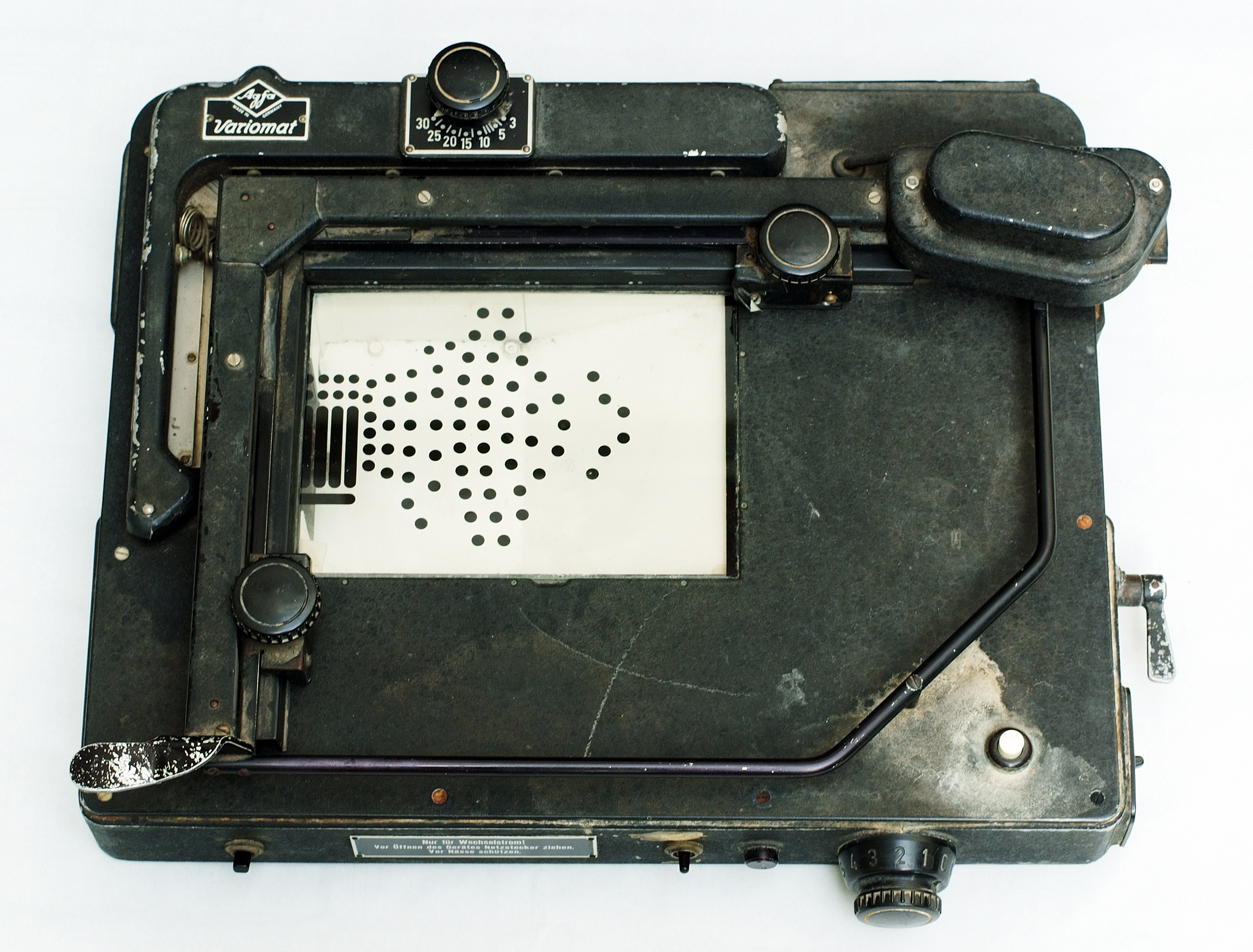
Agfa Variomat

Der Agfa Variomat war ein Belichtungsrahmen für das Fotolabor. Mit ihm konnte erstmals die Belichtung des Fotopapiers im Positivprozess automatisiert werden. Dazu besaß er im Gehäuse einen eingebauten Belichtungsmesser.
Eine aufwändige Schaltung aus Elektronenröhren und Relais schaltete die Dunkelkammerbeleuchtung ab und gleichzeitig das Vergrößerungsgerät ein. Wenn das Gerät sorgfältig geeicht war, schaltete der Variomat nach Erreichen der korrekten Belichtungszeit das Vergrößerungsgerät automatisch wieder ab und die Dunkelkammerbeleuchtung ein.
Zu seiner Zeit stellte das eine revolutionäre Erleichterung und den modernsten Stand der Fotolabortechnik dar. Das Modell Agfa Variomat C war bereits für den Agfacolor-Positivprozess – die Verarbeitung von Farbbildern – geeignet.
Die Marke wurde 1954 registriert.